# Prionomastix capeneri
Prionomastix capeneri är en stekelart som beskrevs av Annecke 1962. Prionomastix capeneri ingår i släktet Prionomastix och familjen sköldlussteklar. Inga underarter finns listade i Catalogue of Life.